# Burundis damlandslag i fotboll
Burundis damlandslag i fotboll representerar Burundi i fotboll på damsidan. Dess förbund är Fédération de Football du Burundi.